# The Full Monty (сериал)
«The Full Monty» — британо-американский комедийно-драматический телесериал, продолжение успешного одноименного фильма 1997 года (в русскоязычном прокате фильм имел название «Мужской стриптиз»). Премьера состоялась 14 июня 2023 года на канале FX на Hulu в США и Disney+ в Великобритании и за рубежом.
Оригинальный фильм получил превосходные оценки критиков, тёплый приём у зрителей и множество престижных кинематографических премий. Сериал возвращает зрителей в Шеффилд, в актёрском составе задействованы все ведущие актёры фильма 1997 года. Оригинальный фильм завершается оптимистическим финалом, оставляя героев и зрителей с надеждой на лучшее будущее. Герои фильма, едва знакомые между собой в начале фильма и получившие в качестве главного приза крепкую дружбу в финале, в ТВ-шоу всё еще сохраняют тёплые чувства друг к другу, но не все проблемы в жизни решены, экономика севера Англии всё еще испытвает трудности, и в добавление ко всему сериал ставит новые вопросы — теперь они связаны ещё и с возрастом главных героев. Персонажи получили более глубокое и широкое раскрытие, в действие также введены дети главных героев с широким спектром своих молодёжных проблем.
Большая часть сериала, как и оригинальный фильм, была снята в Шеффилде. Некоторые сцены были сняты в центре города, долине Глидлесс и торговом центре Meadowhall. Часть сцен снято в районе Большого Манчестера, включая Олдхэм и Болтон.

## Актёрский состав
- Роберт Карлайл — Гэри «Гэза» Шофилд
- Марк Эдди — Дэвид «Дэйв» Хорсфолл
- Лесли Шарп — Джин Хорсфолл
- Хьюго Спир — Гай
- Пол Барбер — Баррингтон «Конь» Митчелл
- Стив Хьюисон — Ломпер
- Пол Клейтон — Деннис
- Том Уилкинсон — Джеральд Купер (последняя роль на ТВ перед смертью в декабре 2023 года).

## Оценки критиков и зрителей
Веб-сайт агрегатора обзоров Rotten Tomatoes сообщает о рейтинге одобрения 67 % со средней оценкой 5,70/10 на основе 28 обзоров критиков. Metacritic дал сериалу средневзвешенную оценку 58 из 100 на основе 19 обзоров критиков, что указывает на «смешанные или средние отзывы».

## Комментарии
1. ↑  https://www.imdb.com/title/tt19637538/movieconnections/
2. ↑  Goldbart, Max. 'The Full Monty': Disney+ Revives 1997 BAFTA-Winning Film As Limited TV Series; Original Cast Including Robert Carlyle & Tom Wilkinson To Return (амер. англ.). Deadline (28 марта 2022). Дата обращения: 15 июня 2023. Архивировано 1 июня 2023 года.
3. ↑  Petski, Denise. 'The Full Monty': First-Look Photos Of FX/Hulu Sequel Series; Robert Carlyle, Lesley Sharp Among Returning Cast (амер. англ.). Deadline (25 апреля 2023). Дата обращения: 15 июня 2023. Архивировано 21 июня 2023 года.
4. ↑  Goldbart, Max. 'The Full Monty': Disney+ Unveils First Trailer (амер. англ.). Deadline (11 мая 2023). Дата обращения: 15 июня 2023. Архивировано 20 мая 2023 года.
5. ↑  Review: 'The Full Monty' is a sentimental series that maintains the spirit of its predecessor (амер. англ.). Los Angeles Times (13 июня 2023). Дата обращения: 7 августа 2024. Архивировано 7 августа 2024 года.
6. ↑  Hogan, Michael (6 июня 2023). The Full Monty, review: Disney+ revisit a community stripped bare by poor policy-making. The Telegraph (англ.). 0307-1235. Архивировано 7 августа 2024. Дата обращения: 7 августа 2024.
7. ↑  Whitehead, Joanne. Where was The Full Monty filmed? Filming locations in Sheffield and Manchester for the new Disney+ TV series. inews. Independent Digital News and Media Limited (14 июня 2023). Дата обращения: 14 июня 2023. Архивировано 14 июня 2023 года.
8. ↑  de Semlyen, Phil. Where is 'The Full Monty' filmed? Time Out. Time Out England Ltd (15 июня 2023). Дата обращения: 15 июня 2023. Архивировано 18 февраля 2024 года.
9. ↑  The Full Monty: Season 1. Rotten Tomatoes. Fandango Media. Дата обращения: 15 июня 2023.